# Zierke (Neustrelitz)
Zierke ist ein Stadtteil der Stadt Neustrelitz im Landkreis Mecklenburgische Seenplatte in Mecklenburg-Vorpommern. Zu Zierke gehören die Ortslagen Wiesenthal und Prälank.

## Geografie und Verkehrsanbindung
Zierke liegt nordwestlich der Kernstadt von Neustrelitz. Die B 193 verläuft östlich. Südlich erstreckt sich der 347,3 ha große Zierker See.

## Sehenswürdigkeiten

### Baudenkmale
In der Liste der Baudenkmale in Neustrelitz sind für Zierke drei Baudenkmale aufgeführt:
- die evangelische Kirche
- das Kriegerdenkmal 1914/1918 (An der Kirche)
- der Grabstein für Catharina Sophia Stegmann (An der Kirche)